# HD110056
HD110056 — хімічно пекулярна зоря спектрального класу A3, що має видиму зоряну величину в смузі V приблизно  9,5.
Вона  розташована на відстані близько 586,6 світлових років від Сонця.